# Duccio Camerini
Duccio Camerini (Roma, 23 luglio 1961) è un attore, regista e sceneggiatore italiano.

## Biografia
Duccio Camerini nasce a Roma; suo zio era il regista Mario Camerini.

## Filmografia

### Attore

#### Cinema
- Camera d'albergo, regia di Mario Monicelli (1981)
- Il senso della vertigine, regia di Paolo Bologna (1990)
- Fortapàsc, regia di Marco Risi (2009)
- La prima linea, regia di Renato De Maria (2009)
- Alza la testa, regia di Alessandro Angelini (2009)
- 20 sigarette, regia di Aureliano Amadei (2010)
- Cavalli, regia di Michele Rho (2011)
- Diaz - Don't Clean Up This Blood, regia di Daniele Vicari (2012)
- To Rome with Love, regia di Woody Allen (2012)
- One Chance - L'opera della mia vita, regia di David Frankel (2013)
- La vita oscena, regia di Renato De Maria (2014)
- Io e lei, regia di Maria Sole Tognazzi (2015)
- Gli ultimi saranno ultimi, regia di Massimiliano Bruno (2015)
- La voce della pietra (Voice from the Stone), regia di Eric D. Howell (2017)
- Loro, regia di Paolo Sorrentino (2018)
- All You Ever Wished For, regia di Barry Morrow (2018)
- Ti presento Sofia, regia di Guido Chiesa (2018)
- Io sono Mia, regia di Riccardo Donna (2019)
- Nove e novantanove, regia di Lorenzo Nobile – cortometraggio (2020)
- Zlatan (Jag är Zlatan), regia di Jens Sjögren (2021)
- C'era una volta il crimine, regia di Massimiliano Bruno (2022)
- Esterno notte, regia di Marco Bellocchio (2022)
- Il principe di Roma, regia di Edoardo Falcone (2022)

#### Televisione
- Se un giorno busserai alla mia porta, regia di Luigi Perelli – miniserie TV (1986)
- Mino - Il piccolo alpino, regia di Gianfranco Albano – miniserie TV (1986)
- Il magistrato, regia di Kathy Mueller – miniserie TV (1989)
- Il sassofono, regia di Andrea Barzini – film TV (1991)
- Don Matteo – serie TV, episodio 4x24 (2004)
- Quo vadis, baby?, regia di Guido Chiesa – miniserie TV (2008)
- Romanzo criminale - La serie, regia di Stefano Sollima – serie TV (2008-2010)
- Il mostro di Firenze, regia di Antonello Grimaldi – miniserie TV (2009)
- R.I.S. Roma - Delitti imperfetti, regia di Fabio Tagliavia – serie TV, episodio 1x14 (2010)
- I delitti del cuoco – serie TV, episodio Tresette col morto (2010)
- La leggenda del bandito e del campione, regia di Lodovico Gasparini – miniserie TV (2010)
- L'ultimo papa re, regia di Luca Manfredi – miniserie TV (2013)
- Crossing Lines – serie TV, episodio 1x08 (2013)
- Una pallottola nel cuore, regia di Luca Manfredi – serie TV 1x02 (2014)
- Squadra antimafia - Il ritorno del boss – serie TV, episodi 8x03-8x09 (2016)
- The Young Pope, regia di Paolo Sorrentino – serie TV, episodio 6 (2016)
- In arte Nino, regia di Luca Manfredi – film TV (2017)
- Rocco Schiavone – serie TV, episodi 2x01-2x04-6x01 (2018, 2025)
- Non mentire, regia di Gianluca Maria Tavarelli – miniserie TV (2019)
- L'Aquila - Grandi speranze – serie TV (2019)
- Bella da morire, regia di Andrea Molaioli – serie TV (2020)
- Blanca, regia di Jan Maria Michelini e Giacomo Martelli – serie TV, episodio 1x05 (2021)
- Circeo, regia di Andrea Molaioli – miniserie TV, 3 episodi (2022)
- La lunga notte - La caduta del Duce, regia di Giacomo Campiotti – serie TV (2024)
- Leopardi - Il poeta dell'infinito, regia di Sergio Rubini – miniserie TV, puntata 1 (2025)
- Doppio gioco, regia di Andrea Molaioli – miniserie TV (2025)

### Regista e sceneggiatore
- Nottataccia (1992)
- Bruno aspetta in macchina (1996)

### Sceneggiatore
- Gente di mare, regia di Alberto Negrin – serie TV (2007)
- Sbirri, regia di Roberto Burchielli (2009)